# Parque Centenário da Imigração Japonesa
O Parque Centenário da Imigração Japonesa, também conhecido apenas como Parque Centenário, é um parque localizado em Mogi das Cruzes, Brasil. Foi inaugurado em 28 de Junho de 2008 em comemoração aos Cem anos da imigração japonesa para o Brasil. 
Com 215 mil metros de área, o parque conta com quatro lagos com pontes flutuantes e um museu que retrata da história de imigrantes japoneses, com vários objetos dos imigrantes doados ao museu. O parque está inserido na Área de Proteção Ambiental da Várzea do Rio Tietê. É administrado pela Prefeitura de Mogi das Cruzes.
O ambiente e a arquitetura do parque é inspirado na cultura japonesa, como o torii, um portão associado com templos xintoístas, parte da cultura japonesa. O parque também conta quadras esportivas, pista para caminhada, trilhas, playground, quiosques, lanchonete, sanitários, churrasqueiras e torneiras.

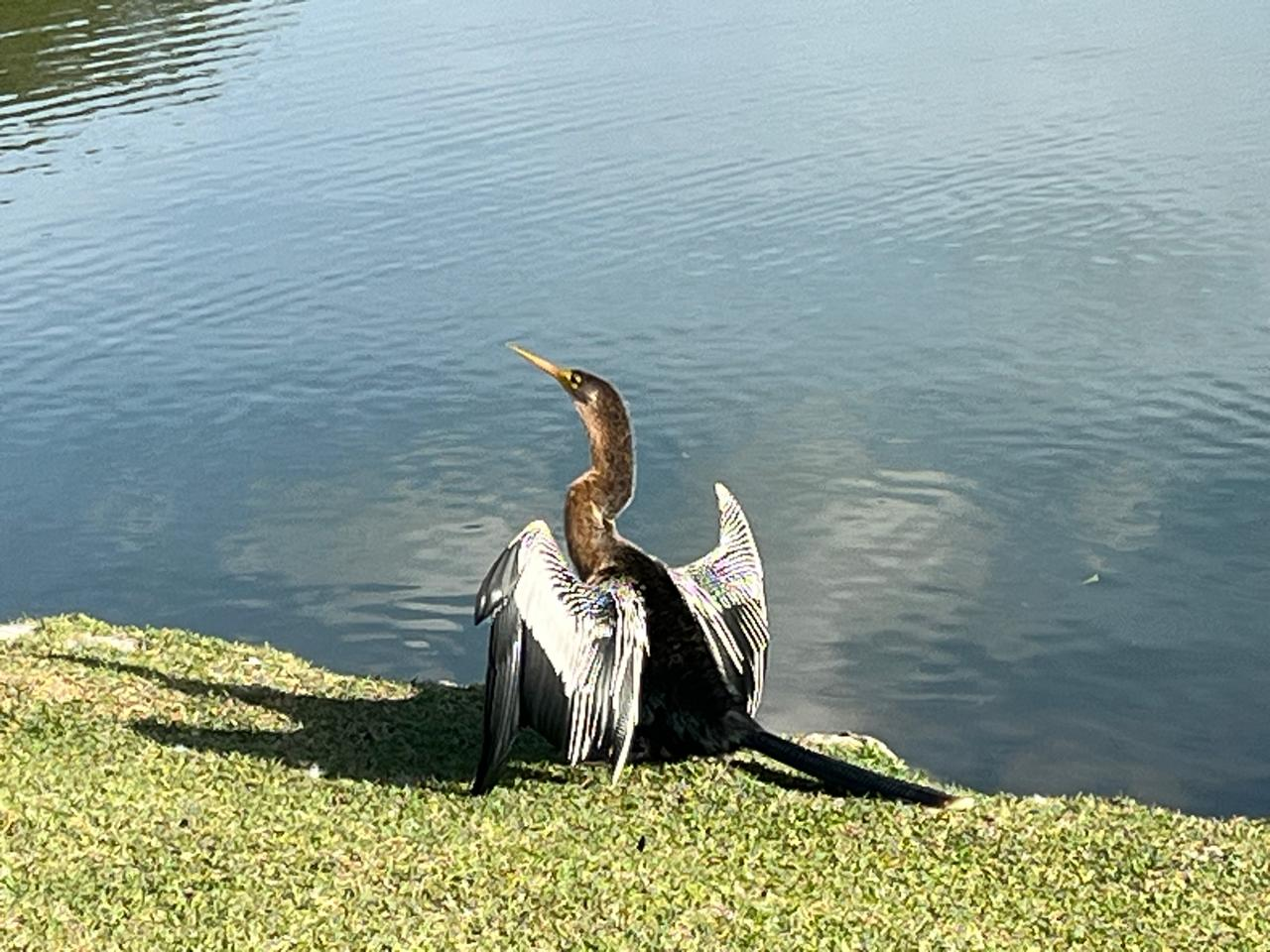
Biguatinga

## História
A área onde se encontra o parque foi durante a década de 70 uma importante mina de extração de areia, explorada pela Empresa de Mineração Lopes, através do desmonte hidráulico. Com o esgotamento da matéria, o lençol freático aflorou, criando os grandes lagos.

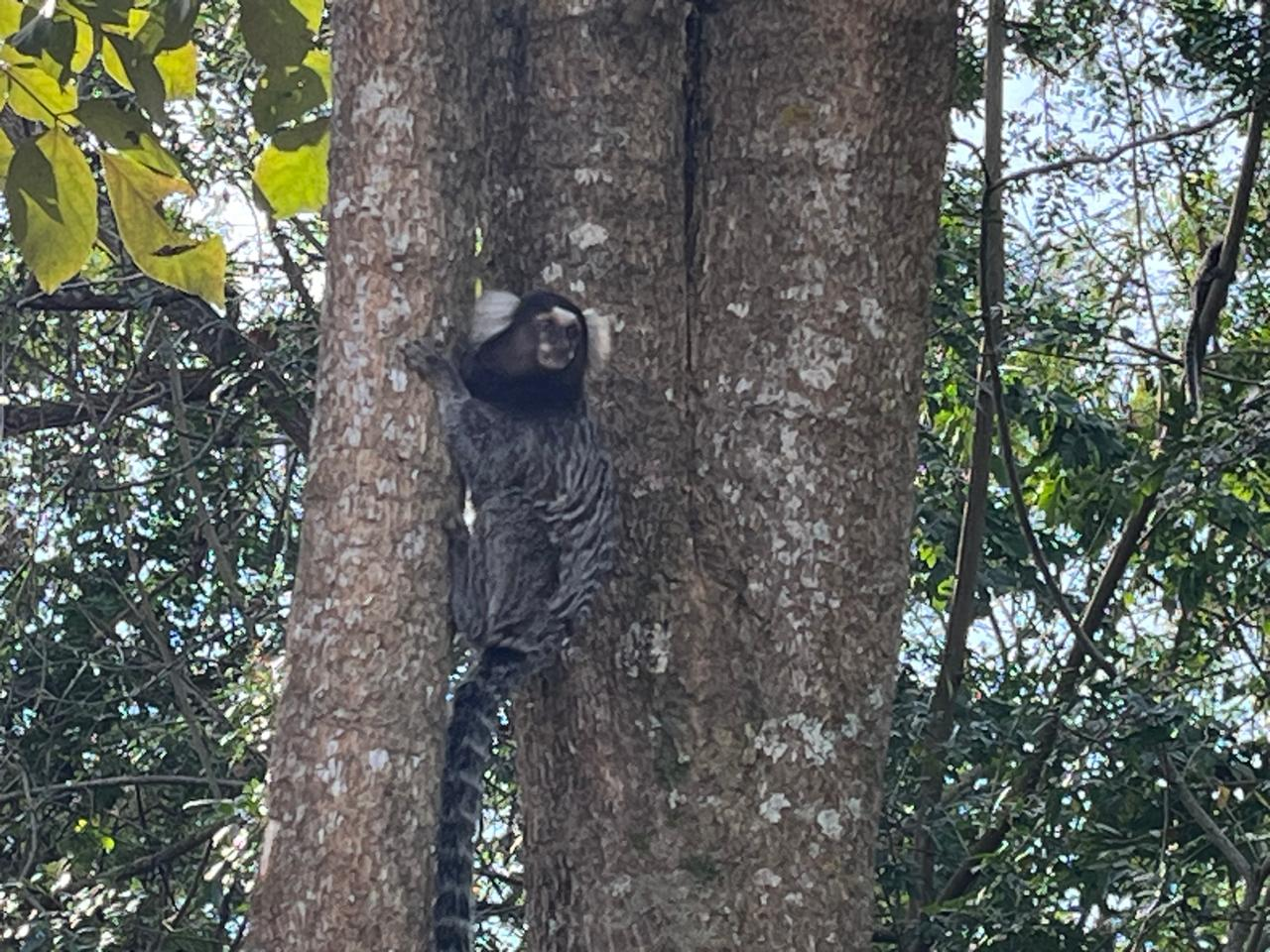
Sagui na Árvore

O projeto do parque começou em Março de 2007, sucedendo em angariar fundos públicos e privado para a construção do parque. Uma verba de R$780 mil foi liberada pelo Ministério do Turismo, sendo que a prefeitura foi a responsável em arcar com material e mão-de-obra.

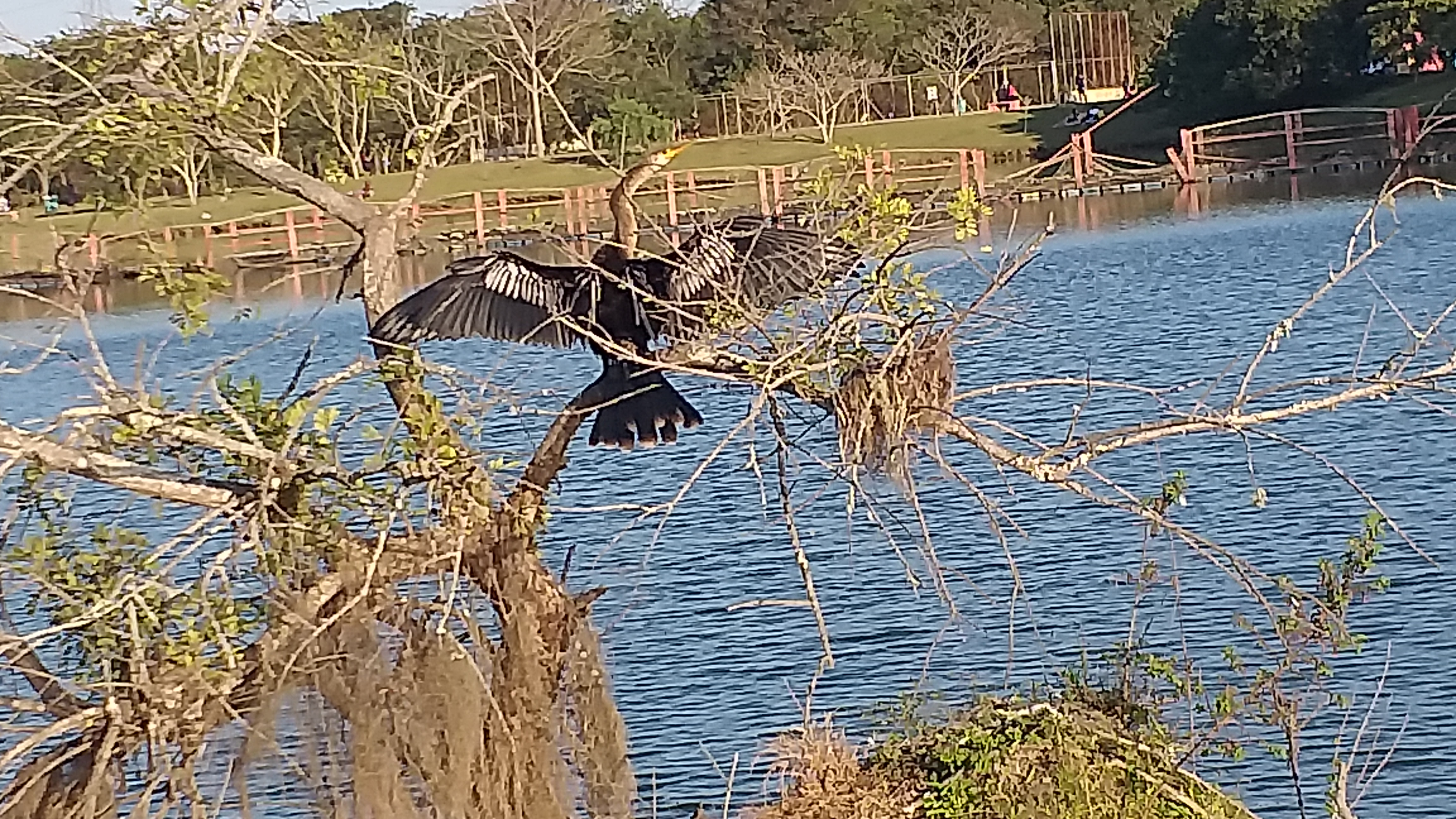
Biguatinga secando as penas!